# Observationum Botanicarum
Observationum Botanicarum (abreviado Observ. Bot.) es un libro con ilustraciones y descripciones botánicas que fue escrito por el médico, biólogo y botánico holandés Nikolaus Joseph von Jacquin y publicado en Viena en 4 partes en los años 1764 a 1771.

## Publicación
- Parte n.º 1 1764;
- Parte n.º 2, Apr 1767;
- Parte n.º 3, 1768;
- Parte n.º 4, 1771